# 日本防炎協会
公益財団法人日本防炎協会（にほんぼうえんきょうかい、英: Japan Fire Retardant Association）は、内閣総理大臣を行政庁とする公益財団法人、略称JFRA。

## 概要
1950年代における工事現場火災、劇場火災等の続発を背景として、工事用シート・室内装飾品などの防炎化を促進する目的で関係企業・団体等により、1962年11月21日に設立された「日本防炎協議会」が、当協会の母体となっている。その後、1968年2月の消防法改正による防炎規制 （高層建築、公共建築など一定の防火対象物で用いられるカーテンなどの防炎物品について防炎性能の具備を義務化したもの） の導入を契機として、1969年5月に自治大臣の許可を得て「財団法人日本防炎協会」として改組され、法規制対象となった防炎物品等の品質確保とその普及による火災被害の軽減等の活動を行ってきた。2008年12月の新公益法人制度の施行に伴い「特例民法法人日本防炎協会」となり、移行のための準備期間を経て、内閣総理大臣より公益財団法人への移行認定が行われ、2012年5月1日付で「公益財団法人日本防炎協会」として再スタートした。
この間、1975年には防炎製品認定委員会を設置し、以来、消防法で防炎化が義務付けられていない寝具類等の性能確認を独自に行い、防炎製品として認定している。また、2004年には、防炎物品に対する消費者の信頼性を担保すること等を目的として一定の要件・試験設備等を備えた公正・中立な第三者の防炎性能確認機関を国が登録するという登録確認機関制度がスタートし、その登録確認機関となり、消防法に基づく防炎性能の確認・防炎性能管理等の業務を行っている。

## 沿革
- 1962年（昭和37年）11月21日　日本防炎協議会として発足
- 1969年（昭和44年）5月7日　財団法人日本防炎協会に改組
- 2001年（平成13年）消防法施行規則の改正により、指定確認機関として日本防炎協会を指定
- 2004年（平成16年）消防法施行規則の改正により、登録確認機関として日本防炎協会を登録
- 2012年（平成24年）5月1日　公益財団法人日本防炎協会へ移行

## 防炎（ぼうえん）
「防炎」は、「不燃」とは異なり、あくまでも「燃えにくい」という性能を示す用語である。線維等がマッチやライターのような小さな火源（火だね）に接しても炎が当たった部分が焦げるだけで容易に着火せず、もし着火した場合であっても自己消火性（自ら延焼拡大を停止する性能）によって際限なく燃え広がらないことを意味している。
火災の多くは、日常生活における小さな失火が原因となっているが、防炎性能には、初期火災を延焼拡大させない効果もあり、初期火災の火炎が他の着火物に及んでも防炎品（防炎物品及び防炎製品を総称していう。以下同じ。）が持つ「燃えにくさ」によって初期消火や避難などの初期における火災対応を行う貴重な時間を確保することができる。
「防炎」と同じような意味で「難燃」という言葉が使われ、一般的にほとんど同義語として用いられている。

### 防炎物品
1969年から消防法に導入された「防炎規制」においては、燃えにくい性質のことを「防炎性能」といい、消防法に定められた防炎性能基準の条件を満たしたものを「防炎物品」と呼んでいる。
消防法第8条の3を根拠とし、防炎規制の対象となる防火対象物において使用する防炎対象物品（どん帳、カーテン、展示用合板その他これらに類する物品で政令で定めるもの）又はその材料で、政令で定める基準以上の防炎性能を有するものを「防炎物品」と定めている。

#### 防炎規制の対象となる防火対象物
- 高層（高さ31mを超える）建築物（高層マンションの住戸部分も含む。）、地下街
- 消防法施行令別表第一のうち、(1)項〜(4)項、(5)項イ、(6)項、(9)項イ、(12)項ロ、(16)項（防炎規制対象の用途）、(16の3)項
- 工事中の建築物その他の工作物

#### 防炎対象物品
- カーテン
- 布製ブラインド
- 暗幕
- じゅうたん等（織りカーペット（だん通を除く。）、毛せん（フェルトカーペットをいう）、タフテッドカーペット、ニッテッドカーペット、フックドラッグ、接着カーペット、ニードルパンチカーペット、ござ、人工芝、合成樹脂製床シートのほか、床敷物のうち毛皮製床敷物、毛製だん通及びこれらに類するもの以外のもの）
- 展示用の合板
- どん帳その他舞台において使用する幕
- 舞台において使用する大道具用の合板
- 工事用シート

#### 防炎規制と火災事例
- 1951年頃 - 火災予防条例準則に防炎規制等を規定（国家消防庁）
- 1950年代 - 共立講堂火災（1956年）、明治座火災（1957年）、東京宝塚劇場火災（1958年）

　東京消防庁は、舞台用どん帳、幕類、合板などの防炎処理推進の行政指導を開始
- 1961年 - 自治省消防庁は、市町村火災予防条例準則を改正し、全国的に防炎規制を導入
- 1962年 - 千代田火災ビル

　札幌市、東京都、北九州市の火災予防条例でシートの防炎化の規制を開始
　日本防炎協議会発足（11月21日）
- 1963年 - 西武百貨店火災
- 1966年 - 金井ビル火災、水上温泉菊富士ホテル火災
- 1967年 - 京都国際ホテル火災
- 1968年 - 浅草国際劇場火災

　消防法の改正（昭和43年　法律第95号）消防法第8条の3の規定が制定
- 1969年 - 磐梯熱海温泉磐光ホテル火災

　消防法施行令の改正（昭和44年　政令第18号）①防炎防火対象物等の指定、②カーテン、暗幕及びどん帳その他舞台において使用する幕並びに工事用シートについて、防炎性能を有しなければならない物品として指定、③防炎性能の基準の制定
　日本防炎協議会を財団法人日本防炎協会に改組
- 1971年 - 韓国大然閣ホテル火災
- 1972年 - 消防法の改正（昭和47年　法律第94号）現行防炎表示制度確立

　消防法施行令の改正（昭和47年　政令第5号）防炎対象物品として布製ブラインド、展示用合板、舞台用合板・繊維板を追加
- 1974年 - 「寝具類等の防炎表示物品の使用について」（自治省消防庁安全救急課長通知）の発出
- 1975年 - 財団法人日本防炎協会が防炎製品認定委員会を設置、消防法で防炎化が義務付けられていない寝具類等について防炎製品としての認定を開始
- 1978年 - スナック・エルアドロ火災

　消防法施行令の改正（昭和53年　政令第363号）防炎対象物品としてじゅうたん等を追加
- 1986年 - 社会福祉施設「陽気寮」火災

　消防法施行令の改正（昭和61年　政令第274号）防炎対象物品から繊維板を除外
　「社会福祉施設等における防火安全対策について」（自治省消防庁次長通知）の発出、寝具類等の防炎性能の確保及び防炎製品の使用を促進
　「社会福祉施設等における防炎物品等の使用促進について」（自治省消防庁予防救急課長通知）の発出、社会福祉施設等の出火防止の一環として防炎物品及び防炎製品の使用の重要性を指摘
- 1987年 - 特別養護老人ホーム「松寿園」火災

### 防炎製品
消防法に基づく防炎規制の対象となる防炎物品以外のもので、寝具類、衣服類、布張家具類等など多くの種類があり、その用途や火災危険度に対応した防炎製品性能試験基準、健康上の安全性に配慮した防炎製品毒性審査基準及び一定以上の品質の製品に継続して製造するための防炎製品品質管理基準に基づいて認定されており、現在25種類が認定可能である。
防炎製品の認定は、昭和40年代に発生した幾つかの火災事例を踏まえて、「寝具類等の防炎表示物品の使用について」（昭和49年消防安第65号消防庁安全救急課長通知）により防炎物品以外のもの（防炎製品）の使用を推奨するとともに、これら防炎製品についての防炎性能試験基準を定め、関係者に通知したのが始まりである。
平成26年版消防白書によると、平成25年中の住宅火災の死者数（放火自殺者等を除く）を着火物別に見ると、最も多いのは寝具類11.2%、次いで衣類6.6%となっている。着火物となった寝具類や衣類が防炎製品であったかは不明である。

#### 防炎製品の種類
- 寝具類
- テント類
- シート類
- 幕類
- 非常持出袋
- 防災頭巾等
- 防災頭巾等側地
- 防災頭巾等詰物類
- 衣服類
- 布張家具等
- 布張家具等側地
- 自動車・オートバイ等のボディカバー
- ローパーティションパネル
- 襖紙・障子紙等
- 展示用パネル
- 祭壇
- 祭壇用白布
- マット類
- 防護用ネット
- 防火服
- 防火服表地
- 木製等ブラインド
- 活動服
- 災害用間仕切り等
- 作業服

#### 防炎製品ラベルのマーク
遠く海外からの応募も含め、日本全国から1,065件を数える応募の中から「防炎製品シンボルマーク選考委員会」による厳正なる選考の結果、現在の炎のマークに決定した。平成14年以前は、白地に緑色の文字で「防炎製品」と書かれたラベルが使用されていた。

## 事業
- 防炎品に係る防炎性能確認等のための試験及び審査
- 防炎品に係る防炎表示ラベルの交付及びその適正管理
- 防炎品に係る品質管理検査及び確認並びに関連事業者の指導等
- 防炎技術向上のための専門技術者講習等
- 防火・防炎思想普及に関する広報及び防炎講座等の諸活動
- 国内外の防炎関係機関との情報交流・資料収集等
- 防炎に関する調査・研究等